# Kölner Eis-Klub
Der Kölner Eis-Klub e. V. (KEK) ist ein Eissportverein aus Köln.

## Vereinsprofil
Der KEK betreibt gegenwärtig Abteilungen für Eiskunstlauf, Eistanzen, Eisschnelllauf, Curling und Eishockey. Zwischen 2011 und 2014 betrieb er über dies auch eine Abteilung für Sledge-Eishockey.
Gegründet wurde der KEK 1936, als das Eisstadion an der Lentstraße seinen Betrieb aufnahm. Dieses blieb bis zu seinem Abriss 2008 Heimstätte des KEK. Seit 2011 ist die neue Heimstätte des KEK der von der Kölner Sportstätten GmbH betriebene Lentpark an gleicher Stelle.
Nachdem der KEK vor allem in den 1950er Jahren im Leistungssport große Erfolge feiern konnte, ist er heute fast ausschließlich im Breitensport sowie in der Jugendförderung aktiv. Ursprünglich hatte er auch eine in der Oberliga aktive Eishockeymannschaft, die sich aber 1972 vom KEK abtrennte und als Kölner EC „Die Haie“ e. V. eigenständig wurde. Seitdem unterhält der KEK im Eishockey nur noch Jugend- und Hobbymannschaften.

## Geschichte der Eishockeymannschaft
- 1947/48 Teilnahme an der Finalrunde um die Deutsche Meisterschaft
- 1948/49–1950/51 Teilnahme an der Eishockey-Oberliga (oberste Spielklasse)
- 1951/52–1955/56 Landesliga NRW
- 1956/57–1957/58 Oberliga
- 1958/59–1963/64 Oberliga (= 2. Spielklasse), meistens gegen den Abstieg spielend
- 1964/65–1965/66 Gruppenliga/Regionalliga West (= 3. Spielklasse)
- 1966/67–1968/69 Oberliga Nord
- 1969/70 Eishockey-Bundesliga
- 1970/71–1971/72 Oberliga

## Erfolge anderer Abteilungen
- 1953 Sieg bei der Europameisterschaft und deutscher Meisterschaft von Gundi Busch
- 1954 Sieg bei deutscher und Europameisterschaft sowie Weltmeisterschaft in Oslo durch Gundi Busch
- 2013 Deutscher Meister im Sledge-Eishockey (Deutsche Sledge-Eishockey Liga)[3]
- 2014 Deutscher Meister im Sledge-Eishockey (Deutsche Sledge-Eishockey Liga)
- 2019 Deutscher Meister Senioren Curling